# Platysenta selenosa
Platysenta selenosa är en fjärilsart som beskrevs av Achille Guenée 1852. Platysenta selenosa ingår i släktet Platysenta och familjen nattflyn. Inga underarter finns listade i Catalogue of Life.